# Meng Lingzhe
Meng Lingzhe (Shandong, 16 de abril de 1998) é um lutador de estilo greco-romana chinês.

## Carreira
O primeiro sucesso de Meng em competições internacionais de nível sênior ocorreu em janeiro de 2016, quando ganhou uma medalha de bronze no Grande Prêmio de Paris de 2016.
Em setembro de 2017, Meng competiu na categoria de 98 kg da luta greco-romana nos Jogos Nacionais da China de 2017 em Tianjin, onde ganhou uma medalha de bronze. Em 2018, Meng subiu de categoria de peso para competir em 130 kg. Em junho daquele ano, ele ganhou uma medalha de prata no Grande Prêmio da Hungria, perdendo para Nurmakhan Tinaliyev na final.
Em abril de 2021, Meng participou do Torneio de Qualificação Olímpica de Luta Livre Asiática de 2021. No entanto, ele ficou em terceiro lugar e perdeu a competição nas Olimpíadas de Verão de 2020. Em setembro de 2021, Meng competiu na categoria de 130 kg da luta greco-romana nos Jogos Nacionais da China de 2021 em Shaanxi, onde ganhou uma medalha de bronze.
Em abril de 2023, Meng competiu no Campeonato Asiático de Luta Livre de 2023, onde ganhou uma medalha de prata após perder para Amin Mirzazadeh na final. Em setembro de 2023, Meng competiu no Campeonato Mundial de Wrestling de 2023. Ele perdeu a luta pela medalha de bronze para Abdellatif Mohamed e ficou em quinto lugar no geral. No entanto, ele derrotou Romas Fridrikas da Lituânia na luta livre olímpica, o que lhe garantiu uma vaga nas Olimpíadas de Verão de 2024 em Paris, França.
Em outubro de 2023, Meng competiu nos Jogos Asiáticos de 2022, onde conquistou uma medalha de prata após perder para Mirzazadeh novamente nas finais. Em abril de 2024, ele ganhou uma das medalhas de bronze em seu evento no Campeonato Asiático de Luta Livre realizado em Bishkek, Quirguistão. Em agosto de 2024, ele ganhou uma das medalhas de bronze no evento de 130 kg nas Olimpíadas de Verão. Ele derrotou Abdellatif Mohamed do Egito em sua luta pela medalha de bronze.